# سمورچوو
سمورچوو (به لهستانی:  Smorczewo) یک روستا در لهستان است که در گمینا دروخیچن واقع شده‌است.